# Никад није касно
Никад није касно је српска телевизијска емисија коју је створио Жика Јакшић за Grand Production. Води је Драгана Катић, док Саша Милошевић Маре представља јединог сталног члана жирија. Од прве до осме сезоне оркестар емисије је био под управом Александра Софронијевића, од осме сезоне оркестар је под управом Јоце Савића. Приказује се од 25. октобра 2015. на комерцијалним емитерима широм бивше Југославије.

## Формат
У њој се такмичари који су по правилу старији од 40 (првобитно старији од 45) година представљају највећим хитовима забавне и народне музике. Кандидате оцењује стручни жири. Стални члан жирија је познати композитор и текстописац Саша Милошевић Маре, а остала два или три члана су променљиви од емисије до емисије.  Аутор и креатор концепта шоуа је продуцент Гранд продукције Жика Јакшић, а емисију води Драгана Катић.

## Приказивање
| Земља               | Емитер     | Премијера |
| ------------------- | ---------- | --------- |
| Србија              | Прва       | 2015.     |
| Србија              |            | 2015.     |
| Босна и Херцеговина |            | 2015.     |
| Босна и Херцеговина | Нова       | 2018.     |
| Црна Гора           | Прва ЦГ    | 2015.     |
| Црна Гора           | ТВ Вијести | 2022.     |
| Северна Македонија  | Канал 5    | 2015.     |
| Северна Македонија  | Сител      | 2023.     |